# Ла-Кошер
Ла-Коше́р (фр. La Cochère) — колишній муніципалітет у Франції, у регіоні Нормандія, департамент Орн. Населення — 152 осіб (2011).
Муніципалітет був розташований на відстані близько 165 км на захід від Парижа, 65 км на південний схід від Кана, 33 км на північ від Алансона.

## Історія
До 2015 року муніципалітет перебував у складі регіону Нижня Нормандія. Від 1 січня 2016 року належав до нового об'єднаного регіону Нормандія.
1 січня 2017 року Ла-Кошер, Обрі-ан-Ексм, Аверн-су-Ексм, Ле-Бур-Сен-Леонар, Шамбуа, Курменій, Ексм, Фель, Оммеель, Сен-П'єрр-ла-Рив'єр, Сії-ан-Гуфферн, Сюрві, Юру-е-Кренн i Вільбаден було об'єднано в новий муніципалітет Гуфферн-ан-Ож.

## Демографія
Динаміка населення (INSEE ):
Розподіл населення за віком та статтю (2006):
| Стать | Всього | До 15 років | 15-24 | 25-44 | 45-64 | 65-85 | Понад 85 |
| --- | ------ | ----------- | ----- | ----- | ----- | ----- | -------- |
| Чоловіки | 72     | 4           | 12    | 28    | 16    | 12    | 0        |
| Жінки | 80     | 16          | 8     | 20    | 24    | 12    | 0        |
| \| Статево-вікова піраміда \| Статево-вікова піраміда \| Статево-вікова піраміда \| \| ----------------------- \| ----------------------- \| ----------------------- \| \| Чоловіки \| Вік \| Жінки \| \| 0 \| 85 + \| 0 \| \| 12 \| 80-84 \| 12 \| \| 0 \| 75-79 \| 0 \| \| 0 \| 70-74 \| 0 \| \| 0 \| 65-69 \| 0 \| \| 4 \| 60-64 \| 0 \| \| 4 \| 55-59 \| 4 \| \| 4 \| 50-54 \| 8 \| \| 4 \| 45-49 \| 12 \| \| 4 \| 40-44 \| 12 \| \| 4 \| 35-39 \| 0 \| \| 8 \| 30-34 \| 0 \| \| 12 \| 25-29 \| 8 \| \| 0 \| 20-24 \| 0 \| \| 12 \| 15-20 \| 8 \| \| 4 \| 10-14 \| 4 \| \| 0 \| 5-9 \| 4 \| \| 0 \| 0-4 \| 8 \| |        |             |       |       |       |       |          |
| Статево-вікова піраміда |        |             |       |       |       |       |          |
| Чоловіки | Вік    | Жінки       |       |       |       |       |          |
| 0 | 85 +   | 0           |       |       |       |       |          |
| 12 | 80-84  | 12          |       |       |       |       |          |
| 0 | 75-79  | 0           |       |       |       |       |          |
| 0 | 70-74  | 0           |       |       |       |       |          |
| 0 | 65-69  | 0           |       |       |       |       |          |
| 4 | 60-64  | 0           |       |       |       |       |          |
| 4 | 55-59  | 4           |       |       |       |       |          |
| 4 | 50-54  | 8           |       |       |       |       |          |
| 4 | 45-49  | 12          |       |       |       |       |          |
| 4 | 40-44  | 12          |       |       |       |       |          |
| 4 | 35-39  | 0           |       |       |       |       |          |
| 8 | 30-34  | 0           |       |       |       |       |          |
| 12 | 25-29  | 8           |       |       |       |       |          |
| 0 | 20-24  | 0           |       |       |       |       |          |
| 12 | 15-20  | 8           |       |       |       |       |          |
| 4 | 10-14  | 4           |       |       |       |       |          |
| 0 | 5-9    | 4           |       |       |       |       |          |
| 0 | 0-4    | 8           |       |       |       |       |          |

## Економіка
2010 року серед 100 осіб працездатного віку (15—64 років) 79 були активними, 21 — неактивною (показник активності 79,0%, у 1999 році було 66,3%). З 79 активних мешканців працювало 75 осіб (40 чоловіків та 35 жінок), безробітними було 4 (2 чоловіки та 2 жінки). Серед 21 неактивної 2 особи були учнями чи студентами, 14 — пенсіонерами, 5 були неактивними з інших причин.

У 2010 році в муніципалітеті числилось 63 оподатковані домогосподарства, у яких проживали 149,0 особи, медіана доходів виносила 18 065 євро на одного особоспоживача